# Athlītikos Politistikos Fysiolatrikos Syllogos Īraklīs Chalkidas 2017-2018
Questa voce raccoglie le informazioni riguardanti l'Athlītikos Politistikos Fysiolatrikos Syllogos Īraklīs Chalkidas nella stagione 2017-2018.

## Organigramma societario
Area direttiva
- Presidente: Giannīs Karkalīs

Area organizzativa
- Team manager: Giōrgos Christopoulos

Area tecnica
- Primo allenatore: Spyros Gkolitsīs
- Secondo allenatore Sōtīrīs Gkotsīs
- Allenatore: Giannīs Karafyllidīs
- Scoutman: Sōtīrīs Gkotsīs

Area sanitaria
- Medico: Panagiōtīs Kouloumentas
- Fisioterapista: Paulos Polatidīs

## Rosa
| N° | Nome                      | Ruolo | Data di nascita   | Nazionalità sportiva |
| -- | ------------------------- | ----- | ----------------- | -------------------- |
| 1  | Henry Tapia               | O     | 1º marzo 1992     | Rep. Dominicana      |
| 2  | Panagiōtīs Fragkiadasīs   | C     | 18 febbraio 1998  | Grecia               |
| 3  | Dīmītrīs Charalampidīs    | C     | 3 giugno 1991     | Grecia               |
| 4  | Theodōros Tsadīmas        | L     | 14 novembre 1995  | Grecia               |
| 5  | Andrew McWilliam          | S     | 2 aprile 1991     | Canada               |
| 6  | Nikolaos Makrygiannīs     | C     | 1º maggio 1991    | Grecia               |
| 7  | Chrysostomos Koltsiakīs   | S     | 6 febbraio 1990   | Grecia               |
| 8  | Giōrgos Amarianakīs       | S     | 3 ottobre 1993    | Grecia               |
| 9  | Nikos Delīprimīs          | S     | 17 maggio 1990    | Grecia               |
| 10 | Odysseas Adam             | P     | 18 febbraio 1997  | Grecia               |
| 11 | Ernardo Gómez             | O     | 30 luglio 1982    | Venezuela            |
| 12 | Kōnstantinos Kontoulīs    | C     | 12 dicembre 1995  | Grecia               |
| 14 | Panagiōtīs Anastasopoulos | S     | 14 aprile 1991    | Grecia               |
| 15 | Theofilos Tsolakos        | C     | 2 agosto 1991     | Grecia               |
| 16 | Deivid Mota               | S     | 14 dicembre 1988  | Brasile              |
| 17 | Thiago Gelinski           | P     | 24 maggio 1987    | Brasile              |
| 18 | Pedro Santos              | C     | 25 febbraio 1994  | Brasile              |
| 20 | Giōrgos Michalopoulos     | L     | 27 settembre 1994 | Grecia               |

## Statistiche

### Statistiche di squadra
| Competizione    | Punti | In casa | In casa | In casa | In trasferta | In trasferta | In trasferta | Totale | Totale | Totale |
| Competizione    | Punti | G       | V       | P       | G            | V            | P            | G      | V      | P      |
| --------------- | ----- | ------- | ------- | ------- | ------------ | ------------ | ------------ | ------ | ------ | ------ |
| Volley League   | 31    | 12      | 4       | 8       | 12           | 5            | 7            | 24     | 9      | 15     |
| Coppa di Grecia | -     | 0       | 0       | 0       | 2            | 1            | 1            | 2      | 1      | 1      |
| Coppa di Lega   | 4     | -       | -       | -       | -            | -            | -            | 3      | 1      | 2      |
| Totale          | -     | 12      | 4       | 8       | 14           | 6            | 8            | 29     | 11     | 18     |

G = partite giocate; V = partite vinte; P = partite perse

### Statistiche dei giocatori
| Giocatore         | Volley League | Volley League | Volley League | Volley League | Volley League | Coppa di Lega | Coppa di Lega | Coppa di Lega | Coppa di Lega | Coppa di Lega |
| Giocatore         | P             | PT            | AV            | MV            | BV            | P             | PT            | AV            | MV            | BV            |
| ----------------- | ------------- | ------------- | ------------- | ------------- | ------------- | ------------- | ------------- | ------------- | ------------- | ------------- |
| O. Adam           | 18            | 4             | 0             | 3             | 1             | 3             | 0             | 0             | 0             | 0             |
| G. Amarianakīs    | 12            | 1             | 1             | 0             | 0             | 1             | 0             | 0             | 0             | 0             |
| P. Anastasopoulos | 14            | 1             | 1             | 0             | 0             | 3             | 1             | 0             | 0             | 1             |
| D. Charalampidīs  | 24            | 241           | 165           | 69            | 7             | 3             | 26            | 19            | 5             | 2             |
| N. Delīprimīs     | 10            | 58            | 53            | 3             | 2             | 1             | 3             | 3             | 0             | 0             |
| P. Fragkiadasīs   | 11            | 0             | 0             | 0             | 0             | -             | -             | -             | -             | -             |
| T. Gelinski       | 24            | 63            | 27            | 14            | 22            | 3             | 6             | 1             | 5             | 0             |
| E. Gómez          | 13            | 225           | 204           | 16            | 5             | 1             | 14            | 13            | 0             | 1             |
| C. Koltsiakīs     | 24            | 91            | 76            | 6             | 9             | 3             | 2             | 2             | 0             | 0             |
| K. Kontoulīs      | 1             | 2             | 0             | 0             | 2             | 3             | 4             | 4             | 0             | 0             |
| N. Makrygiannīs   | 11            | 6             | 3             | 3             | 0             | 3             | 1             | 1             | 0             | 0             |
| A. McWilliam      | 14            | 113           | 100           | 6             | 7             | 2             | 13            | 10            | 1             | 2             |
| G. Michalopoulos  | 10            | 1             | 1             | 0             | 0             | 2             | 1             | 1             | 0             | 0             |
| D. Mota           | 17            | 259           | 215           | 20            | 24            | 1             | 9             | 8             | 1             | 0             |
| P. Santos         | 9             | 112           | 74            | 23            | 15            | 1             | 15            | 11            | 3             | 1             |
| H. Tapia          | 11            | 181           | 161           | 14            | 6             | 2             | 35            | 31            | 3             | 1             |
| T. Tsadīmas       | 24            | 0             | 0             | 0             | 0             | 3             | 0             | 0             | 0             | 0             |
| T. Tsolakos       | 21            | 143           | 94            | 32            | 17            | 3             | 26            | 18            | 4             | 4             |

P = presenze; PT = punti totali; AV = attacchi vincenti; MV = muri vincenti; BV = battute vincenti

NB: Non sono disponibili i dati relativi alla Coppa di Grecia e di conseguenza quelli totali della stagione